# 讷维德克洛谢
讷维德克洛谢（法語：Neuvy-Deux-Clochers，法語發音：[nøvi dø klɔʃe]）是法国谢尔省的一个市镇，位于该省东北部，属于布尔日区。

## 地理
讷维德克洛谢（47°16'42"N, 2°41'57"E）面积16.5 平方千米，位于法国中央-卢瓦尔河谷大区谢尔省，该省份为法国中部省份，北起卢瓦雷省，西接卢瓦-谢尔省和安德尔省，南至克勒兹省，东南接阿列省，东临涅夫勒省。
与讷维德克洛谢接壤的市镇（或旧市镇、城区）包括：桑塞尔地区克雷藏西、安布利尼、蒙蒂尼、桑塞尔地区讷伊、沃格。

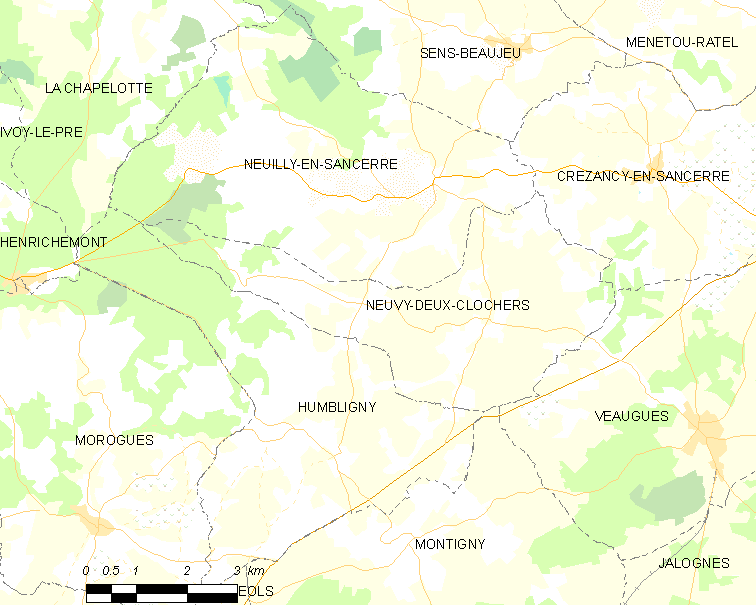
讷维德克洛谢的OSM定位图

讷维德克洛谢的时区为UTC+01:00、UTC+02:00（夏令时）。

## 行政
讷维德克洛谢的邮政编码为18250，INSEE市镇编码为18163。

## 政治
讷维德克洛谢所属的省级选区为圣日耳曼迪皮县。

## 人口

1962-2008年间讷维德克洛谢人口变化图示

讷维德克洛谢于2022年1月1日时的人口数量为257人。